# 박지원 (농구 선수)
박지원(1998년 5월 13일 ~ )은 대한민국의 농구 선수이자 수원 KT 소닉붐 소속의 농구선수다.

## 출신학교
- 연세대학교 체육교육학과 졸업